# Pascal Berne
Pour les articles homonymes, voir Berne (homonymie).
Pascal Berne est un contrebassiste, compositeur et arrangeur français, originaire de Grenoble. Il a composé pour divers artistes comme Romane, Christian Toucas et Michèle Bernard.

## Biographie
Jeune, il est élève au Conservatoire à rayonnement régional de Grenoble et est médaillé d'or de solfège et d'écriture en classe de cor d'harmonie.
En 1996, il reçoit le Prix de l'Orchestre au concours de l'écriture pour grand ensemble de jazz à Belfort.
Il jouera avec Andy Sheppard, André Ceccarelli, Romane, Rolando Faria, Daniel Mille, Christophe Monniot, Marc Ducret, François Thuillier, Wolfgang Puchning et bien d'autres.
Il deviendra l'arrangeur des albums de Michèle Bernard à partir de 1999 et signera par la suite deux albums avec Romane.
Il dirige depuis une dizaine d'années le "Jav-Contreband", ensemble instrumental de "Jazz Action Valence".
En 2000, il est le cofondateur de l'association "La Forge" et du label du même nom avec François Raulin et Michel Mandel.

## Discographie

### En tant que contrebassiste
- Le peuple des oiseaux, 1992, avec Thomy Valdés, Pierre Drevet, Alfio Origlio et Philippe Valdés.
- Ombre et Luz, 1993, avec Luc Plouton, André Ceccarelli et Pierre Drevet.
- Acoustic Quartet, 2002, avec Romane, Yayo Reinhardt et Fanto Reinhardt.
- Errenza, 2004, avec Christian Toucas, Romane et Philippe Cuillerier.
- French Guitar, 2004, avec Romane, Yayo Reinhardt, Fanto Reinhardt et Christophe Cravéro.
- Nikita, 2005, avec Jean-François Baëz et Jean-Charles Richard.
- Tian Xia, 2005, avec Chen Chunyuan, Marc Ducret, Michel Mandel, Dominique Pifarely, François Raulin, Emmanuel Scarpa, Shen Beiyi, Sun Yi, Yuan Li, Zhao Qi et Zhen Zhuye.
- Novo Quartet, 2007, avec Michel Mandel, Yves Gerbelot et Pierre Baldy-Moulinier.
- La Grande Forge, 2009, avec Patrice Bailly, Frédéric Escoffier, Takumi Fukushima, Yves Gerbelot, Michel Mandel, François Raulin et Emmanuel Scarpa.
- Sati(e)rik Excentrik, 2013, avec David Chevallier, Michel Mandel, François Thuillier, Christophe Monniot, François Raulin et Alfred Spirli.

### En tant qu'arrangeur
- L'oiseau noir du champ fauve, 2001, album de Michèle Bernard.
- Une fois qu'on s'est tout dit, album de Michèle Bernard.
- Lalo, 2006, album de Lalo.
- Le nez en l'air, 2006, album de Michèle Bernard.

### En tant que directeur musical
- Une fois qu'on s'est tout dit, album de Michèle Bernard.
- Lalo, 2006, album de Lalo.
- Le nez en l'air, 2006, album de Michèle Bernard.
- Jav-Contreband, 2013, album de Jav-Contreband.
- Les Pink Floyd font le mur, 2014, concert du Conservatoire de Saint-Priest
- Queen Project, 2016, concert du Conservatoire de Saint-Priest